# British GAA
The British Council of the Gaelic Athletic Association (Cumann Lúthchleas Gael na Breataine), meglio nota come British GAA o Britain GAA è l'unico consiglio provinciale della Gaelic Athletic Association al di fuori dell'Irlanda. È responsabile dell'organizzazione e gestione degli sport gaelici in Gran Bretagna e dei tornei in patria delle selezioni inter-counties.
Il British GAA è formato dai seguenti county board britannici: Gloucestershire, Hertfordshire, Lancashire, Londra, Scozia, Warwickshire e Yorkshire. Le "contee" non sono effettivamente contee in Gran Bretagna e comprendono territori molto vasti, anche più dei territori amministrativi che i loro nomi suggeriscono: l'Hertfordshire County Board, per esempio, è formato da club dell'Hertfordshire, Bedfordshire, Cambridgeshire ed Oxfordshire; la Gloucestershire GAA comprende anche il Galles del Sud, la Warwickshire GAA include Staffordshire e Birmingham, e via discorrendo. Lo sport più popolare è il football gaelico e gran parte dei club si dedica esclusivamente a questa disciplina.
La "contea" più importante in Gran Bretagna è Londra, che da sempre compete nelle massime competizioni in Irlanda, precisamente nella All-Ireland Senior Football Championship (partendo ogni anno come ospite nel torneo provinciale del Connacht) e nella National Football League per quel che riguarda il football, mentre partecipa nella National Hurling League per quel che riguarda l'hurling. Dalla riorganizzazione del Championship di hurling in 3 divisioni, Londra partecipa alla Christy Ring Cup, competizione di seconda divisione, mentre sono riuscite ad accedere anche Warwickshire and Lancashire alla Lory Meagher Cup, l'ultima divisione.